# ウィリアム・フッカー (植物画家)
ウィリアム・フッカー（William Hooker、1779年 – 1832年）はイギリスの博物画家である。
植物画家のフランツ・バウアー(Franz Bauer）のもとで博物画を学び、王立園芸協会の専属画家となり、協会の出版物の図版を描いた。特に果実の絵で知られる。フッカーが図版を描いた著作には、ジェームズ・フォーブス（James Forbes）の  "Oriental Memoirs"や、リチャード・アンソニー・ソールズベリーの "Paradisus Londinensis" などがある。
ウィリアム・ジャクソン・フッカーとは別人。

## フッカーの植物画

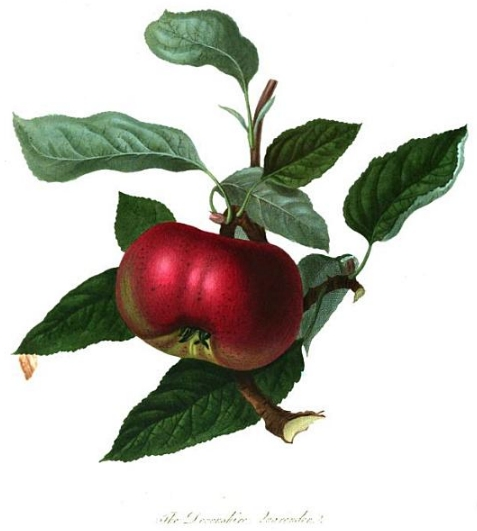
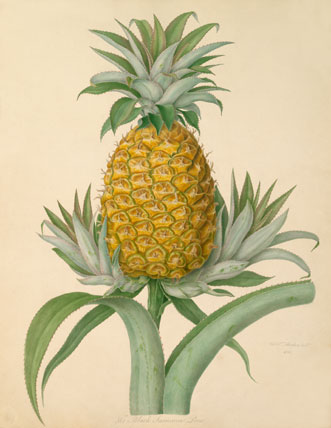
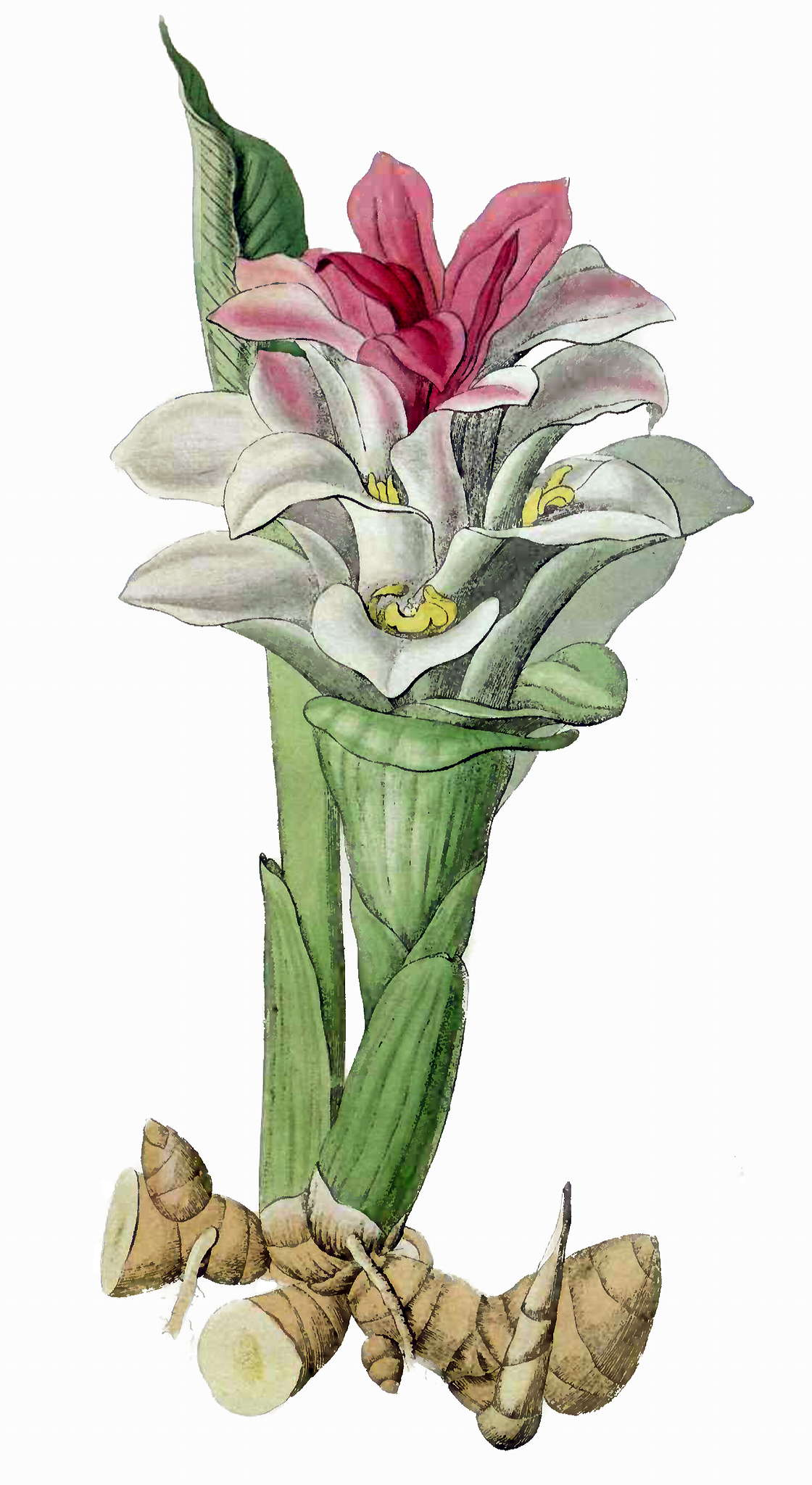
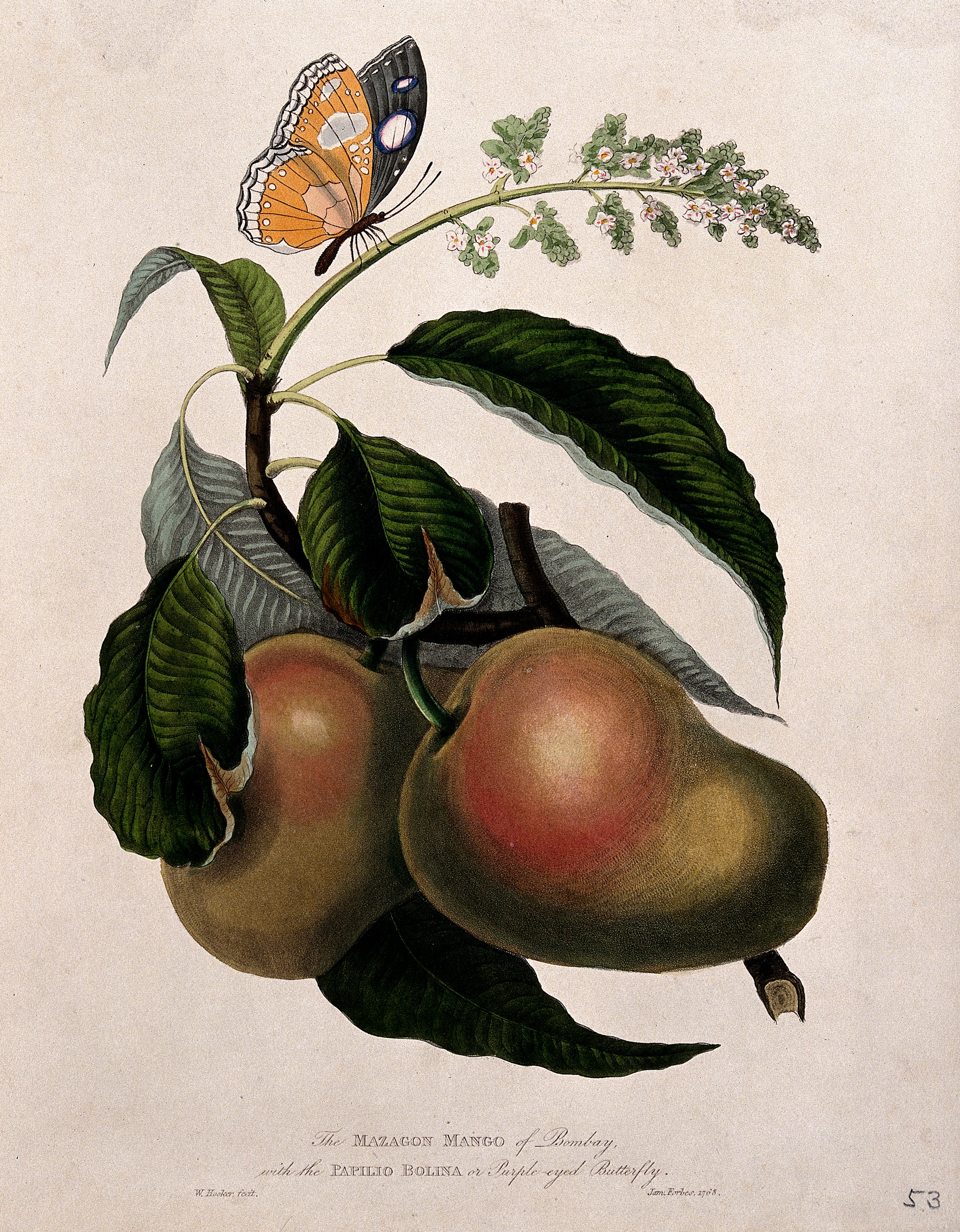

## その他
色名のフーカスグリーンは彼の名にちなむ。